# Чемпионат Европы по борьбе 1921
Чемпионат Европы по борьбе 1921 года прошёл в городе Оффенбах (Германия). Участники соревновались только в греко-римской борьбе. Все победители оказались представителями Германии.

## Медалисты
| Вес           | Золото            | Серебро         | Бронза          |
| до 60 кг      | Джонни Андерсен   | Херман Бродбек  | Георг Герштакер |
| до 67,5 кг    | Фриц Айхблат      | Хайнрих Штифель | Отто Ульрих     |
| до 75 кг      | Хайнрих Кетцер    | Филипп Хес      | Зиттиг          |
| до 82,5 кг    | Вильгельм Кнёпфле | Фриц Керхер     | Макс Драйфус    |
| свыше 82,5 кг | Карл Дёппель      | Адольф Курц     | Ханс Кёстнер    |